# El regalo del César
El regalo del César es el vigésimo primer álbum de la saga de historietas Astérix. Fue publicado originalmente en Francia, en el periódico Le Monde en 1974, para ser posteriormente publicado como álbum el mismo año.

## Resumen
La historia comienza en Roma, en una taberna en donde es detenido el borrachín legionario Romeomontescus, a sólo horas de recibir su honesta missio por los 20 años de servicio prestado a la legión romana, y bajo el cargo de haber insultado al mismísimo Julio César. Debido a esto, César decide ofrecerle de todas formas una honesta missio a Romeomontescus, con un pequeño detalle: se trata del pueblecito galo donde viven Astérix y sus amigos.
Romeomontescus parte así hacia las Galias, y en el camino se emborracha en la posada de Ortopédix, y cuando llega el momento de pagar ofrece al posadero darle la propiedad del pueblecito como precio de una comida y un poco de vino. Ortopédix y Angina deciden irse a vivir al pueblecito con la excusa de que el aire de una posada no es bueno para criar a su hija adolescente Zazá. Una vez en el pueblo, la familia espera hacer valer sus derechos de propiedad mostrando a los habitantes la placa, firmada por César.

## Personas destacadas
- Romeomontescus: Legionario romano jubilado que recibe como honesta missio, de César, el pueblecito galo donde residen Astérix y Obélix.
- Ortopédix: Posadero galo que recibe el pueblecito galo de manos de Romeomontescus, por el precio de una comida y un poco de vino.
- Angina: Esposa de Ortopédix.
- Zazá (Coriza): Hija de Ortopédix y Angina.

## Caricaturas de famosos
- Tanto Angina como su hija recuerdan a la actriz de origen húngaro Zsa Zsa Gabor, de la cual Zaza toma su nombre.

- El físico de Ortopédix está basado en el del actor francés André Alerme.

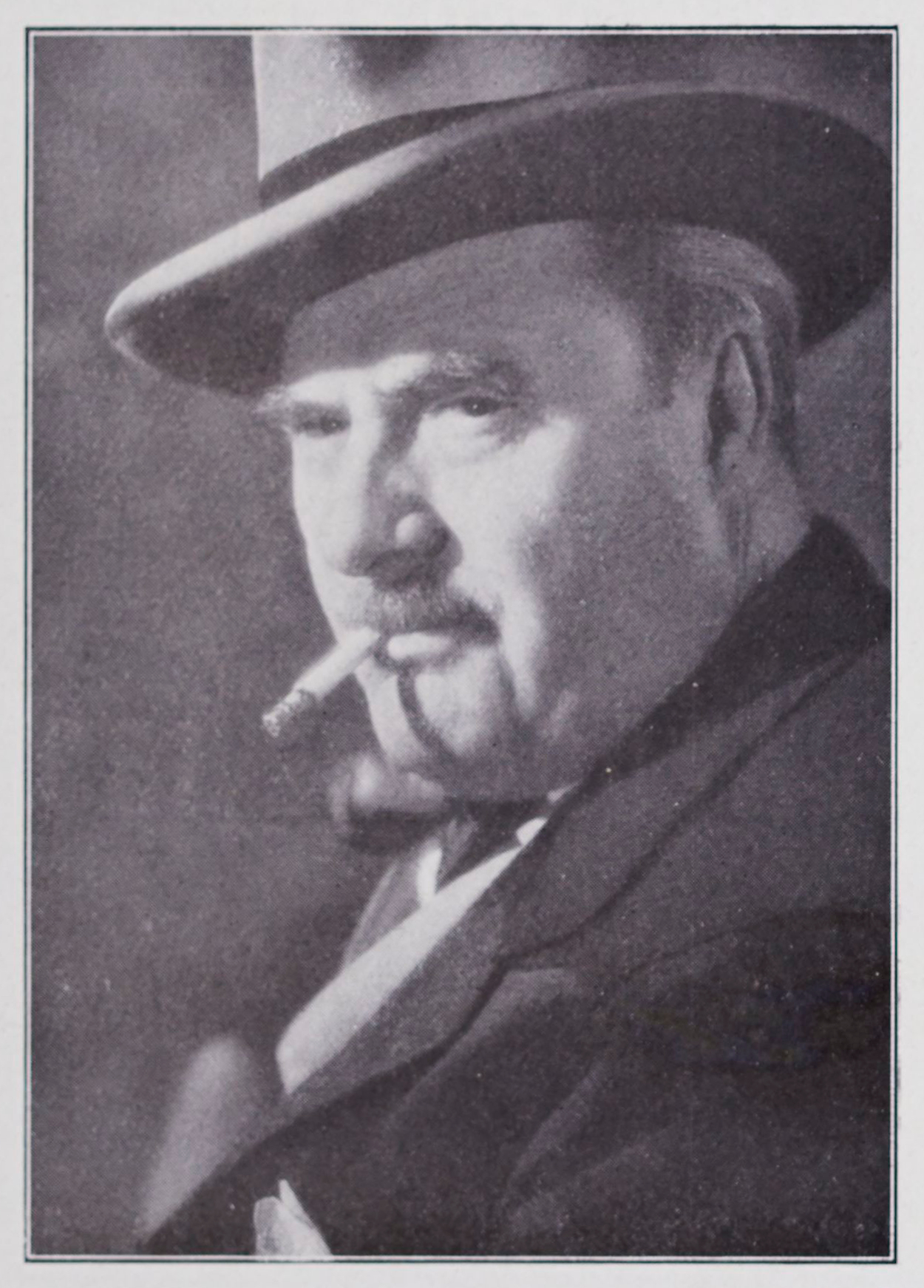
A. Alerme en la representación del 16 de dic. de 1937 de la pieza de teatro de Georges Berr y Louis Verneuil Le Train pour Venise.